# Уголино, Блазио
Блазио Уголино, также Уголини (итал. Blasio Ugolino, родился в Венеции около 1700 года), — венецианский христианский священник, гебраист и энциклопедист, издатель 34-х томного труда о еврейских древностях (1744—1769).

## «Thesaurus antiquitatum sacrarum»
Был хорошо знаком с талмудической литературой. Собрал огромную коллекцию латинских трактатов о еврейских древностях, которые он издал в своём «Thesaurus Antiquitatum Sacrarum» (34 тома in folio, Венеция, 1744-69).
В Тезаурусе он перепечатал большую часть трактатов XVII века о еврейских древностях авторства Бохарта, Бонфрера, Буксторфа, Карпцова, Целляриуса, Р. Клаверинга, Дейлинга, Гудвина, Готтингера, П-Д Юэ, Лоута, Опица, Пфейффера, Придо, Реланда, Ренферда, Сауберциуса, Сельдена, Сигониуса, Спенсера, Тригланда, Ван Тиля, Вагензейля и Витциуса. Он также привлёк новых писателей и присоединил собственные переводы мидрашей. Он перевёл на латинский язык 22 трактата иерусалимского Талмуда, два трактата из вавилонского Талмуда и «Санхедрин».
Полное название «Thesaurus antiquitatum sacrarum, complectens selectissima clarissimorum virorum opuscula, in quibus veterum Hebraeorum mores, leges, instituta, etc., illustrantur».
Тематика
- I том — праздники.
- II—IV — общие древности.
- V—VI — география.
- VII—XIII — священники и храм.
- XIV—XVII — Мидраш.
- XVIII—XX — Талмуд.
- XXI — ритуал и синагога.
- XXII — секты и прозелиты.
- XXIII — языческие божества.
- XXIV—XXVII — еврейский закон.
- XXVIII — нумизматика.
- XXIX—XXX — одежда, брак и медицина.
- XXXI—XXXII — поэзия и музыка. В 32-м томе, среди прочего, помещён латинский перевод 10 глав из «Шилте га-Гибборим» (1612)[4].
- XXXIII — смерть и погребение.
- XXXIV — указатели: библейский, на иврите, авторский и предметный.

Уголино лично перевёл на латынь трактаты «Менахот» и «Зевахим» (том XIX), «Песахим», «Шекалим», «Иома», «Сукка», «Рош га-Шана», «Таанит», «Меила», «Хагига», «Бейца», «Моэд Катан», «Маасерот», «Маасер Шени», «Халла», «Орла» и «Биккурим» (тома XVII и XVIII), «Сифра», «Сифре» и «Тосефта» (тома XVII—XIX); часть Маймонидова «Йада» (ок. 1180) и «Шилте га-Гибборим» Авраама Порталеоне (1612).